# آنا اسكوبيدو كابرال
آنا اسكوبيدو كابرال (بالإنجليزية: Anna Escobedo Cabral)‏ (و. 1959 – م)هي من الولايات المتحدة الأمريكية . ولدت في سان بيرناردينو، كاليفورنيا .
وهي عضوة في الحزب الجمهوري .

## التعليم
تعلمت في جامعة كاليفورنيا، دافيس، وكلية كينيدي بجامعة هارفارد، وجامعة هارفارد، وجامعة جورج ماسون.